# Langdysse im Emmedsbo

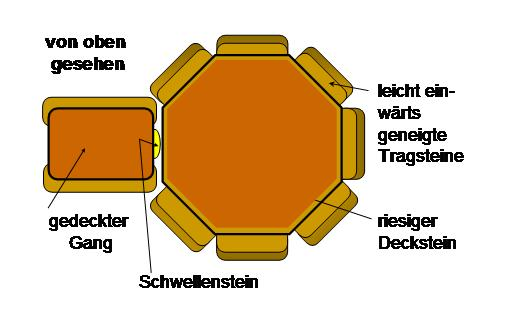
Grundriss eines Polygonaldolmens – Schema

Der Ost-West orientierte Langdysse im Emmedsbo liegt im namengebenden Wald, östlich von Bønnerup Strand auf der Halbinsel Djursland in Jütland in Dänemark.
Im etwa 10,0 × 6,0 m messenden Hünenbett liegt ein nahezu intakter sechseckiger Polygonaldolmen mit fünf Tragsteinen und dem etwa runden Deckstein. Vom nach Süden ausgerichteten Gang sind nur zwei Tragsteinpaare erhalten, die Decksteine fehlen. Vom Hünenbett sind 17 Randsteine erhalten, die meist verkippt und teilweise vom Erdreich bedeckt sind.
In der Nähe liegen sechs weniger gut erhaltene Rund- und Langdyssen.